# تل تاگی
تل تاگی مربوط به سده‌های ۶ و ۷ ه.ق است و در شهرستان مرودشت، بخش کامفیروز، دهستان خرم مکان، بین زمینهای زراعتی روستای عباس‌آباد واقع شده و این اثر در تاریخ ۲۳ بهمن ۱۳۸۵ با شمارهٔ ثبت ۱۷۲۶۱ به‌عنوان یکی از آثار ملی ایران به ثبت رسیده است.